# Берлесон (округ, Техас)
Шаблон:StateAbbr_ 30°29′ пн. ш. 96°37′ зх. д. / 30.49° пн. ш. 96.62° зх. д.
Округ Берлесон (англ. Burleson County) — округ (графство) у штаті Техас, США. Ідентифікатор округу 48051.

## Історія
Округ утворений 1846 року.

## Демографія
За даними перепису 2000 року загальне населення округу становило 16470 осіб, зокрема міського населення було 2848, а сільського — 13622. Серед мешканців округу чоловіків було 8011, а жінок — 8459. В окрузі було 6363 домогосподарства, 4572 родин, які мешкали в 8197 будинках. Середній розмір родини становив 3,08.
Віковий розподіл населення поданий у таблиці:
| Стать    | До 15 років | 15-21 | 22-29 | 30-39 | 40-49 | 50-65 | 65-85 | Понад 85 |
| -------- | ----------- | ----- | ----- | ----- | ----- | ----- | ----- | -------- |
| Чоловіки | 1846        | 815   | 692   | 1046  | 1188  | 1303  | 1038  | 83       |
| Жінки    | 1745        | 796   | 695   | 1096  | 1230  | 1366  | 1316  | 215      |

## Суміжні округи
- Робертсон — північ
- Бразос — північний схід
- Вашингтон — південний схід
- Лі — південний захід
- Майлем — північний захід

## Виноски
1. ↑  U.S. Decennial Census. United States Census Bureau. Архів оригіналу за 26 квітня 2015. Процитовано 19 квітня 2015.
2. ↑  Texas Almanac: Population History of Counties from 1850–2010 (PDF). Texas Almanac. Архів оригіналу (PDF) за 26 лютого 2015. Процитовано 19 квітня 2015.
3. ↑  State & County QuickFacts. United States Census Bureau. Архів оригіналу за 14 січня 2016. Процитовано 8 грудня 2013. [Архівовано 2011-10-18 у Wayback Machine.](англ.) Наведено за англійською вікіпедією.
4. ↑  American FactFinder. Бюро перепису населення США. Архів оригіналу за 26 лютого 2012. Процитовано 31 січня 2008. [Архівовано 2008-05-21 у Wayback Machine.]

| США | Це незавершена стаття з географії США. Ви можете допомогти проєкту, виправивши або дописавши її. |